# 威远城墙
威遠古城牆位於四川省內江市威遠縣，文物遺址年代判定為明。2012年7月16日公佈為第八批四川省文物保護單位。
威遠古城牆位於四川省內江市威遠縣嚴陵鎮東北400公尺處，始建於明正德七年（1512），長1280公尺、高6公尺，城垣四門築樓。經多次修繕，重修城樓，加高城牆1公尺，加密城垛，鋪砌石馬道。清乾隆三十五年（1770）知縣李南暉以石築垣，全長1684公尺，通高4公尺，底寬3.6公尺，頂寬3公尺，共置城垛1010余座，城垣西南角建炮臺一座，東、南、北各修馬道一條。四門分別建有兩層歇山式穿逗木結構城樓一座，樓上各有命名及題額，清同治元年（1862）在四門側增修小炮臺一座。威遠古城牆現存城牆843.87公尺，城門兩座，城樓一座，建城碑一座。城牆為石砌牆、城門為條石卷拱、城樓為穿逗抬梁混合式木結構兩重簷歇山式屋頂。具有一定的歷史價值、藝術價值、科學價值和社會價值。1983年，威遠古城牆被威遠縣人民政府公佈為縣級文物保護單位。